# Heinrich Schneider (Juwelier)

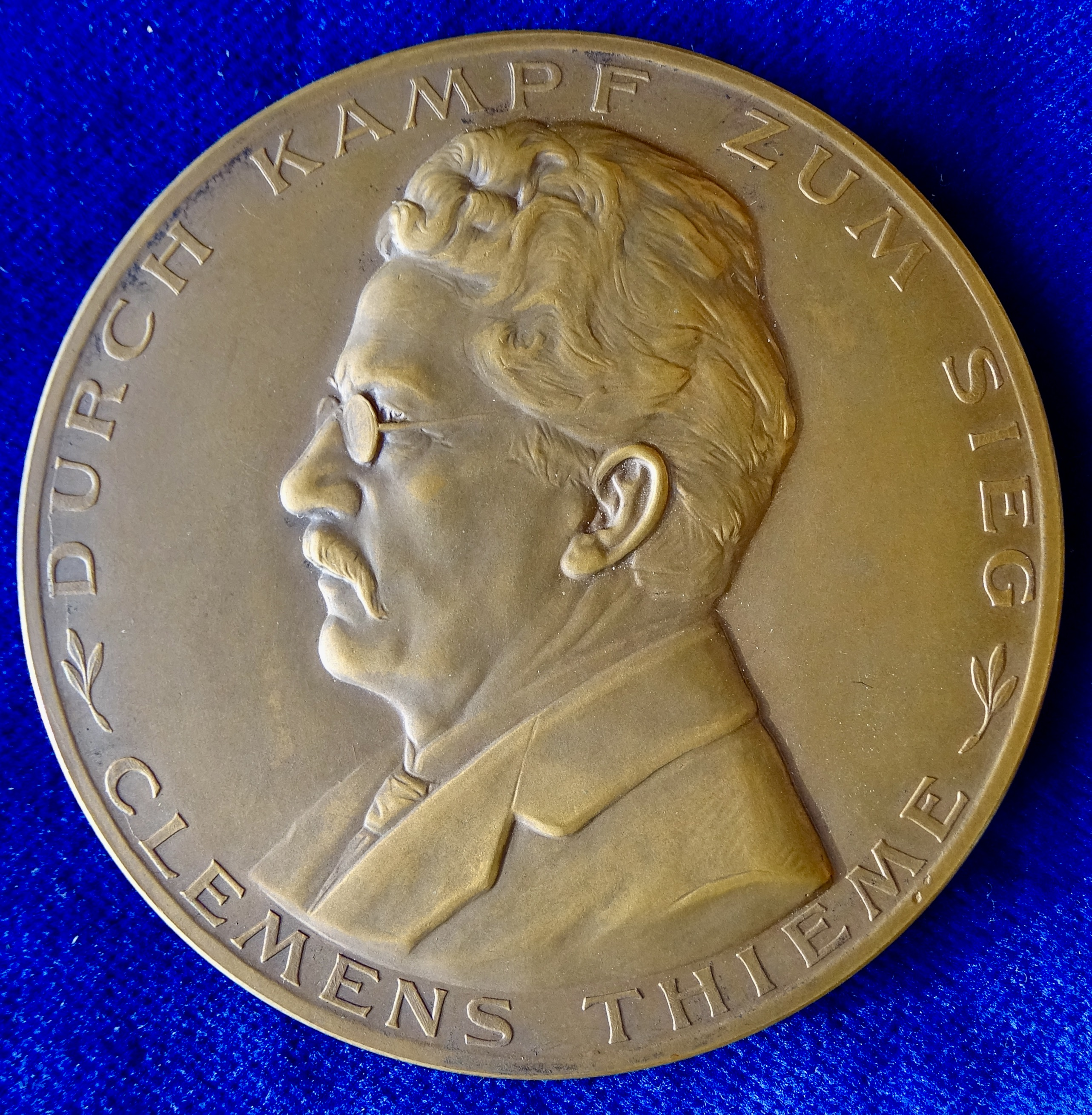
Medaille für Clemens Thieme den Planer des Völkerschlachtdenkmals, Vorderseite

Direktor Heinrich Schneider (r. mit Hut in der Hand) im Jahre 1906 auf dem Leipziger Sportplatz mit Thaddäus Robl (l.)

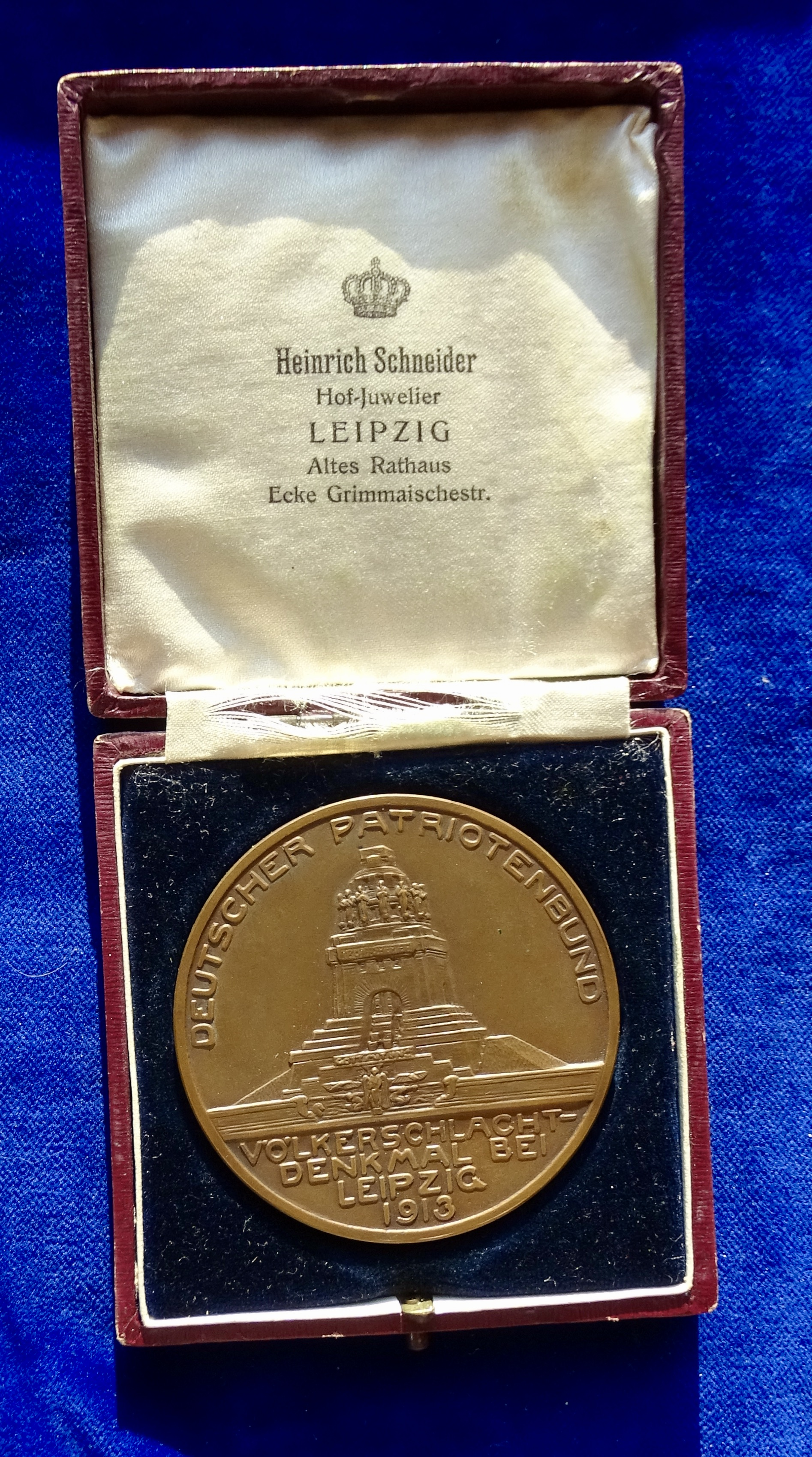
Die Rückseite dieser Medaille von 1913 im Originaletui

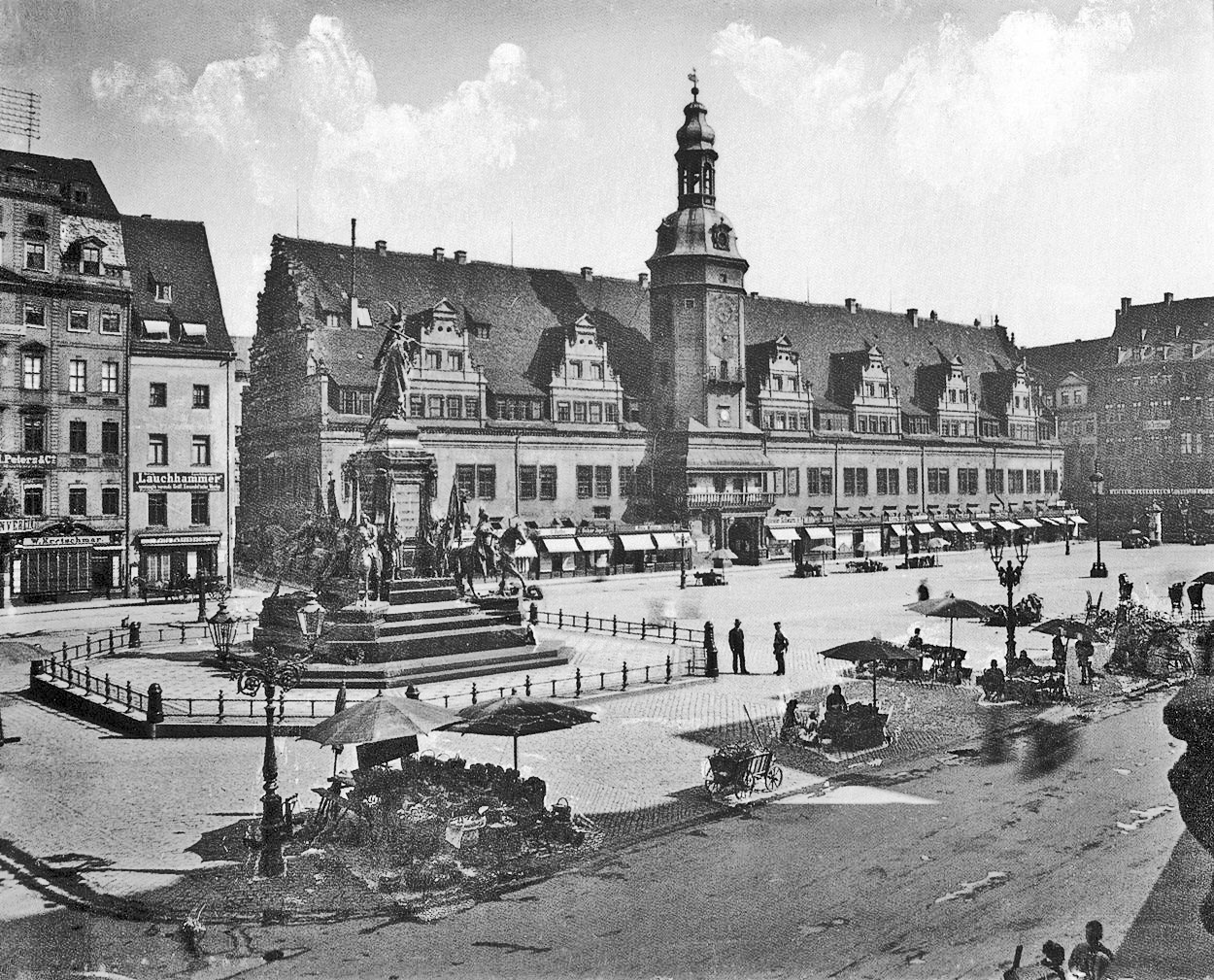
Das Alte Leipziger Rathaus (um 1890), in dem sich bis heute der Familienbetrieb befindet

Heinrich Schneider (* 21. März 1859 in Büdingen; † 6. Mai 1926 in Leipzig) war ein Geschäftsmann, Hofjuwelier des Großherzogtums Hessen, sowie Medailleur und Ordenshersteller im Königreich Sachsen.

## Kurzvita
Im Jahr 1888 kam Heinrich Schneider nach Leipzig und erwarb dort im Alten Rathaus ein schon bestehendes Juweliergeschäft. Am 18. Mai 1888 eröffnete er dieses unter dem Namen Juwelierfirma Heinrich Schneider. Während seiner Tätigkeit als Juwelier gehörte Schneider zu den bekanntesten Persönlichkeiten der Leipziger Wirtschaft.
Überdies engagierte sich Schneider in der Entwicklung des Sports sowie der Luftfahrt; so war er 13 Jahre lang Erster Vorsitzender des Vereins „Sportplatz“, der den Sportplatz Leipzig für Bahnradrennen betrieb.
1919 übergab Schneider sein Juweliergeschäft seinem Sohn Heinrich. Schneider selbst blieb bis zu seinem Tod Fabrik- und Gutsbesitzer.
Das Juweliergeschäft Heinrich Schneider befindet sich heute (2021) immer noch im Alten Rathaus 1 und ist nach wie vor in Familienbesitz. Die Firma kann damit auf eine über 133-jährige Geschäftstätigkeit zurückblicken.

## Ordenslieferant im Ersten Weltkrieg
Am 8. Februar 1915 bewarb sich Schneider bei der Königlich Sächsischen Ordenskanzlei um die Lieferung für Kriegsorden. Die Ordenskanzlei gab seiner Bewerbung statt. Der erste Auftrag beinhaltete die Lieferung von 300 Ritterkreuzen zum Albrechts-Orden I. und II. Klasse mit Schwertern, die Schneider noch im selben Monat lieferte.
In der Folgezeit produzierte Schneider weitere Ritterkreuze des Albrechts-Orden, dessen Lieferungen bis nach dem Ende des Ersten Weltkrieges 1918 dokumentiert sind. Ferner fertigte er auch Sächsische Kriegsverdienstkreuze mit der Stempelung S. Weitere 10.000 Friedrich-August-Medaillen wurden ebenfalls an die Ordenskanzlei geliefert.

## Museumsstücke
Einige seiner Werke sind im Stadtgeschichtlichen Museum Leipzig ausgestellt.
- Pailletten, um 1900[3]
- Silberne Platte, 1909[4]
- Silberner Prunkteller, 1909[5]
- Werbezettel mit einer Abbildung eines Jubiläumstellers, 1913[6]